# Jakub Wiktor
Jakub Maurycy Apolinary Wiktor herbu Brochwicz (ur. 1814, zm. 10 lipca 1887 w Karlsbadzie) – polski ziemianin, właściciel dóbr, działacz gospodarczy i społeczny.

## Życiorys

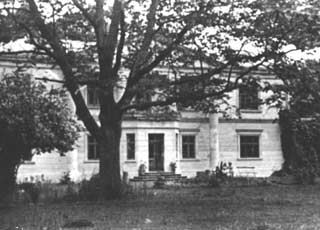
Budynek dworski w Woli Sękowej

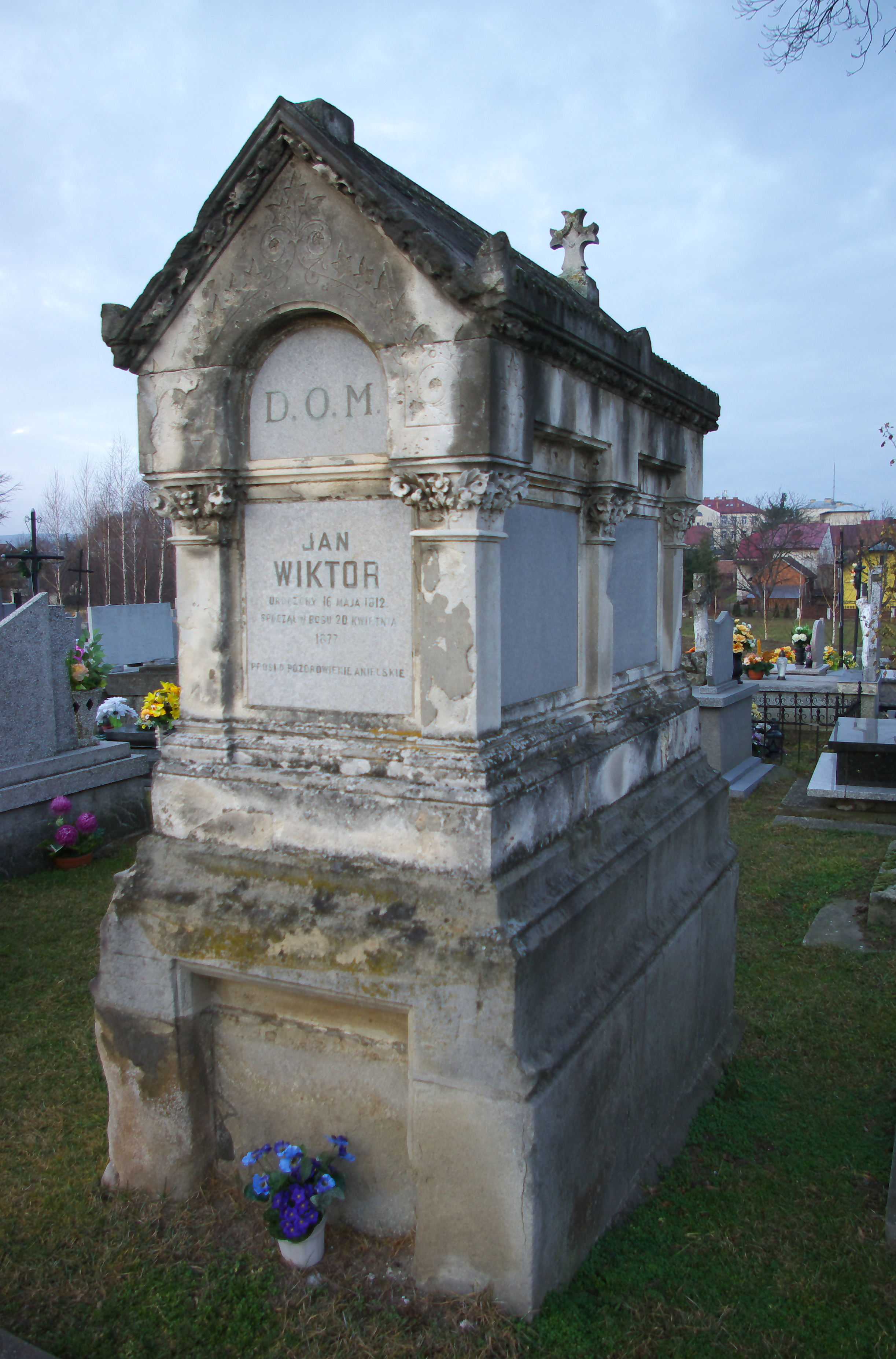
Grobowiec Wiktorów w Zarszynie

Jakub Maurycy Apolinary Wiktor urodził się w 1814. Był synem Euzebiusza Tomasza Wiktora z Wróblika herbu Brochwicz (1785-, członek Stanów Galicyjskich) i Joanny z domu Grodzickiej herbu Łada. Jego rodzeństwem byli: Jan (1812–1877), Aniela (1816-1877, właścicielka dóbr Niebocko, dwukrotnie zamężna pod nazwiskiem Kraińska), Józef (1817-1854, właściciel dóbr Wojkówka).
W 1845 Jakub i Józef Wiktorowie przejęli majątek dworski w Woli Sękowej (wieś była także określana jako (Wola) Senkowa i Wola Seńkowa). W kolejnych latach Jakub Wiktor władał majątkiem. W połowie XIX wieku był właścicielem posiadłości tabularnej Senkowa, Wola Jaworowa, Zaliw. Posiadał też połowę wsi Nagórzany i Nowotaniec. Na podstawie darowizny z 11 listopada 1884 dwór w Woli Sękowej przejął Władysław Jan Wiktor i posiadał go w późniejszym czasie.
Był wybierany do Rady c. k. powiatu sanockiego jako reprezentant grupy większych posiadłości: w 1867 (pełnił funkcję prezesa wydziału), w 1870 (ponownie wybrany prezesem wydziału). Na początku maja 1870 w jego miejsce w Radzie jako przedstawiciel większych posiadłości został wybrany Stanisław Bieliński.
Był członkiem Stanów Galicyjskich. Był uprawniony o wyboru posłów na Sejm Krajowy Galicji: w 1870 jako posiadacz dóbr tabularnych Wola Sękowa i Wola Jaworowa (analogicznie jego brat Jan jako posiadacz majątków Długie, Posada Zarszyńska i Zarszyn), w 1884 jako posiadacz tabularnej własności Nowotaniec (część), Wola Jaworowa, Wola Seńkowa. Pełnił funkcję kuratora fundacji Sikorskich.
Członek i działacz Galicyjskiego Towarzystwa Gospodarskiego, członek Komitetu GTG (od 28 czerwca 1870 do 18 czerwca 1875). W 1860 został członkiem pierwszego zarządu Towarzystwa Wzajemnych Ubezpieczeń w Krakowie i pełnił tę funkcję do 1868. Od 1887 był szacownikiem dóbr dla okręgu sanockiego C. K. Sądu Obwodowego w Sanoku. Pełnił funkcję delegata (1868-1870), dyrektora (1870) i wiceprezesa (1884-1887) Galicyjskiego Towarzystwa Kredytowego Ziemskiego. 26 marca 1887 został wybrany członkiem wydziału Galicyjskiej Kasy Oszczędności we Lwowie. Był też dyrektorem Towarzystwa Zaliczkowego dla Rolnictwa i Przemysłu. Był numizmatykiem.
Jakub Wiktor był dwukrotnie żonaty. Jego pierwszą żoną od 1845 była Wincenta (wzgl. Wincentyna) z domu Zatorska herbu Ślepowron (1824-1847, właścicielka majątków Załuż i Wujskie pod Sanokiem), z którą miał syna Adama (1847-1907). Drugą żoną została w 1858 siostra przyrodnia pierwszej żony, Anna Leopoldyna (1820-1898, właściciela majątku Wańkowa), a ich dziećmi byli: Maria Scholastyka (1854-1940, żona Franciszka Rozwadowskiego, po ojcu spadkobierczyni majątku Wańkowa), Władysław Jan Duklan (ur. 1855, podporucznik w rezerwie ułanów), Zofia (ur. 1865, po mężu Nikorowicz). Nieślubnym dzieckiem Jakuba Wiktora i Wincenty Jasińskiej (1848–1924)) był Adam Didur (1874-1946), światowej sławy śpiewak.
Na początku lipca 1887 odwiózł żonę do uzdrowiska Marienbad, po czym sam zmierzał do sanatorium w Karlsbad. W drodze zachorował, stracił przytomność i zmarł w Karlsbadzie 10 lipca 1887. Został pochowany w grobowcu rodzinnym w Zarszynie.
Po jego śmierci urząd marszałka Rady powiatu sanockiego objął Maksymilian Łepkowski), a w radzie nadzorczej Towarzystwa Wzajemnych Ubezpieczeń w Krakowie został wybrany Bolesław Augustynowicz.